# Anja Schunk
Anja Schunk (* 22. Dezember 1982 in Köln; geborene Anja Reiner) ist eine ehemalige deutsche Handballspielerin.

## Karriere
Anja Schunk spielte anfangs für die Vereine VfL Repelen, SV Neukirchen und TuS Lintfort. Mit 16 Jahren wurde sie beim TuS Lintfort in der Regionalliga eingesetzt. Anschließend schloss sich die Torhüterin dem Regionalligisten PSV Recklinghausen, mit dem sie 2001 in die 2. Bundesliga aufstieg. Ab dem Sommer 2001 lief sie für den Bundesligisten Borussia Dortmund auf. Mit Dortmund errang sie 2003 den EHF Challenge Cup. Im Sommer 2006 wechselte sie zum Bundesligisten Buxtehuder SV. Nach der Saison 2006/07 riss ihr in einem Freundschaftsspiel das Kreuzband. Infolgedessen musste Schunk ihre Karriere beenden.
Schunk spielte Beachhandball. Bei der Beachhandball-Europameisterschaft 2006 gewann sie den Titel.